# Courge
Taxons concernés
- Famille :
  - Cucurbitaceae (ou Cucurbitacées)
- Genre :
  - Cucurbita
- Espèces :
  - Voir le textemodifier

Le terme courge, ou plus rarement cougourde, désigne plusieurs espèces de plantes de la famille des cucurbitacées. Elles sont généralement cultivées pour leurs fruits comestibles mais il arrive qu'elles le soient pour leurs graines oléagineuses. Le terme désigne également leurs fruits, qui ont la propriété de se conserver facilement à maturité et qui sont utilisés en cuisine comme un légume ou donnés aux animaux.

## Acceptions du terme courge

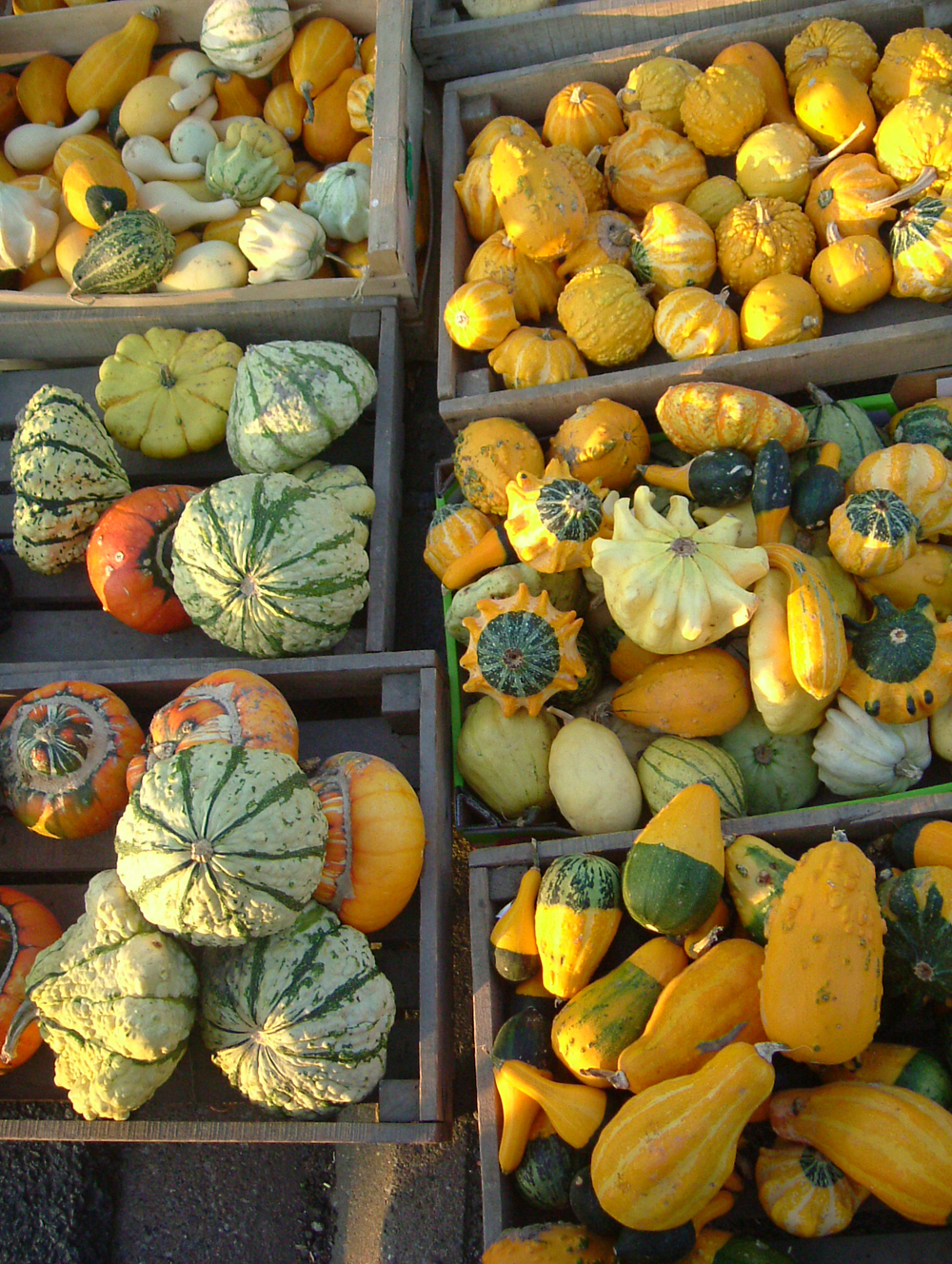
Petites courges décoratives.

Le terme « courge » n'a pas toujours un sens très précis dans le langage courant. On peut considérer trois niveaux d'acceptions :
Dans une acception large, « courge » désigne de nombreuses espèces de Cucurbitacées, ou plus spécifiquement leurs fruits particuliers qui sont des péponides, grosses baies à très nombreux pépins et à épiderme coriace ; il est souvent employé en concurrence avec d'autres termes plus ou moins synonymes : potiron, citrouille, giraumon, coloquinte, calebasse... comme illustré par la liste des plantes appelées courges.
Dans une acception plus restreinte, « courge » désigne les plantes appartenant au genre Cucurbita, qui regroupe une douzaine d'espèces dont quatre seulement cultivées couramment (en Europe notamment) : la courge proprement dite et ses nombreuses variétés (Cucurbita pepo), le potiron (Cucurbita maxima), la courge musquée, (Cucurbita moschata), et la courge de Siam, (Cucurbita ficifolia).
Dans l'acception la plus restreinte, qui pourrait être celle des botanistes, les « courges » sont les plantes appartenant à l'espèce Cucurbita pepo  qui comprend de nombreuses variétés cultivées, sélectionnées soit comme courges d'été, dont on consomme les fruits verts (les courgettes), soit comme courges d'hiver, dont on consomme les fruits mûrs (courges proprement dites et citrouilles), et qui font l'objet de cet article.

## GenreCucurbita

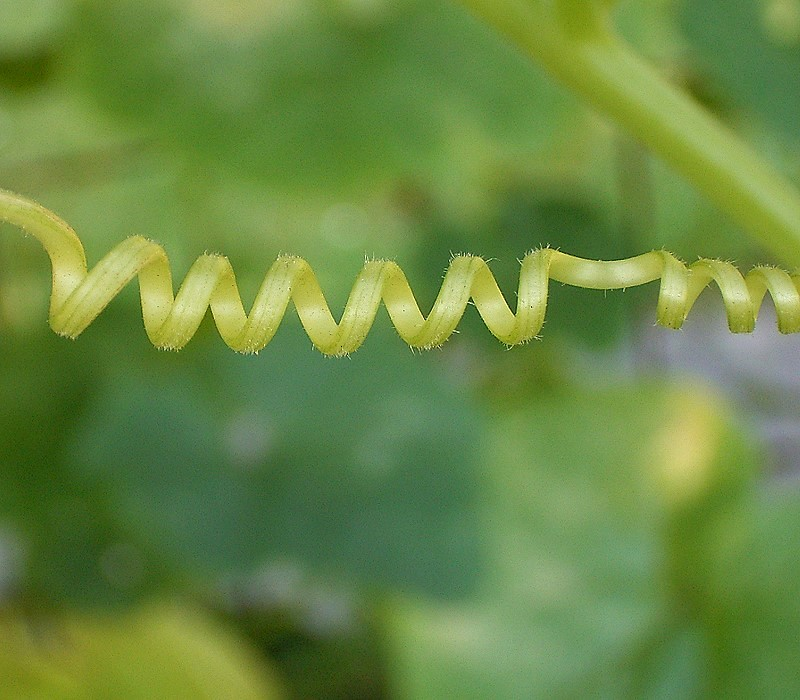
Vrille de courge.

### Description
La tige est longue et rampante, mais couverte de poils durs, ainsi que les feuilles, qui sont amples, à limbe lobé. Les courges ont la particularité de développer, à la base des tiges, des organes de soutien nommés « vrilles », qui leur permettent de s'accrocher aux éléments environnants pour soutenir leur croissance.  Les fleurs sont monoïques, à corolle gamopétale ; les mâles à cinq étamines, dont quatre réunies par deux ; les femelles à ovaire infère, avec style court et trifide.

### Espèces
Les courges, dénommées aussi potirons mais surtout citrouilles dans l'usage courant, appartiennent à plusieurs espèces botaniques appartenant au genre Cucurbita et dotées d'une étonnante variabilité génétique, qui se traduit, chez les fruits, par d'innombrables formes et couleurs et aussi une grande diversité de tailles.
Sauf exceptions les espèces différentes ne s'hybrident pas entre elles et le plus souvent donnent des graines hautement stériles. Cependant, en culture, une certaine distance entre pepo et moschata est souvent recommandée bien qu'une hybridation naturelle fertile soit peu probable.
Sur le plan botanique, on distingue principalement, parmi les courges les plus fréquemment cultivées en Europe, les espèces suivantes, que l'on peut distinguer, aux caractères du pédoncule lorsqu'on ne dispose que du fruit :
Leur nombre chromosomique est 2n=2x=40

### Caractères distinctifs des principales espèces de courges cultivées
| Espèce                                      | Feuilles                                                                              | Pédoncule                                                                | Graines | Cultivars |
| ------------------------------------------- | ------------------------------------------------------------------------------------- | ------------------------------------------------------------------------ | --- | --- |
| C. maxima (Potiron)                         | cinq lobes arrondis peu marqués entières, cordiformes                                 | cylindrique, épais, spongieux                                            | grandes (20 à 30 mm) blanches ou ocre légèrement bombées, ovales, lisses                                          | - potirons ('Rouge vif d'Étampes', 'Jaune gros de Paris', 'Bleu de Hongrie', 'Vert olive', etc.) - groupe des courges de Hubbard et des Kabochas avec les Potimarrons tous en forme de poires - courge 'Marina di Chioggia' - courge 'Galeuse d'Eysines' - Giraumons - Atlantic Giant (en) qui détient le record du monde en taille et poids avec 1 054 kg, |
| C. ficifolia (Courge de Siam)               | cinq lobes arrondis (aspect de feuille de figuier)                                    | mince, anguleux                                                          | noires, 15 à 20 mm graines noires                                                                                 | Pas de variétés reconnues |
| C. pepo (Citrouille, Courgette)             | profondément découpées marbrées de blanc                                              | anguleux à cinq côtes ne s'élargit pas au point d'insertion              | petites (7 à 20 mm) beiges lisses                                                                                 | - toutes les variétés de courgettes - 'Citrouille de Touraine', utilisée pour nourrir le bétail - 'Cou-tors hâtif' - courge 'Acorn' - 'Jack-Be-Little' - 'Lady Godiva' ou 'Courge-amande', courge à graines nues dont on consomme les graines - 'Melonnette jaspée de Vendée' - 'Patidou' à la saveur de châtaigne fraîche qui se mange aussi bien crue que cuite - les pâtissons - 'Pomme d'or' - 'Courge spaghetti' ou 'Spaghetti végétal', 'vespagh' dont la chair se défait en filament à la cuisson - 'Sucrière du Brésil' - 'Winter Luxury' - 'Styrian' , variété à graine nue |
| C. argyrosperma (Courge du Mexique, cushaw) | tacheté de blanc légèrement trilobées grandes, ovales, cordées bords serrés ou dentés | épais et robuste                                                         | environ 1,5 × 3,5 cm blanc-grisâtre ou jaunâtres elliptiques, aplaties                                            | Deux sous-espèces sauvages dont une également cultivée avec trois variétés argyrosperma, stenosperma, callycarpa |
| C. moschata (Courge musquée)                | entières, cordiformes marbrées de blanc veloutées                                     | anguleux à cinq côtes nettement élargi au point d'insertion sur le fruit | petites (10 à 12 mm) aplaties, ovales gris brun à ocre foncé pelliculeuses, marges fortement marquées et ondulées | - courge 'Musquée de Provence - 'Sucrine du Berry' - 'Longue de Nice' - 'Doubeurre' ou courge 'Butternut' |

La chayote ou christophine, cultivée dans les régions tropicales, notamment aux Antilles, appartient à une autre espèce de Cucurbitacée d'un genre différent : Sechium edule et présente la particularité de produire des tubercules.

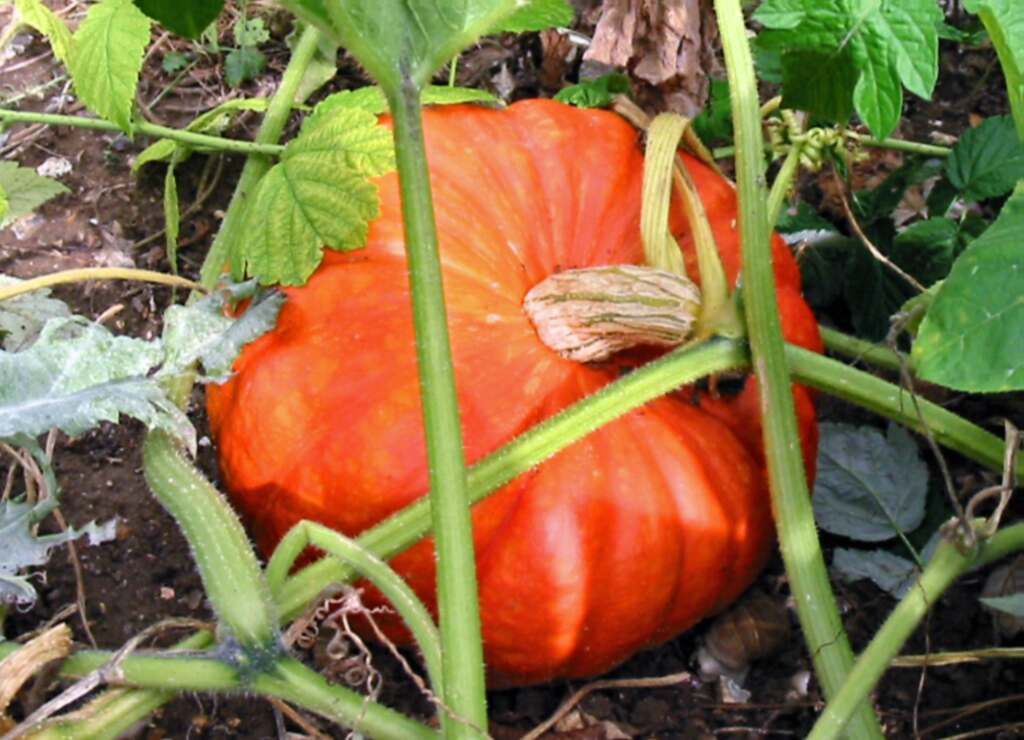
Potiron (Cucurbita maxima). Noter le pédoncule épais, spongieux, à section circulaire.

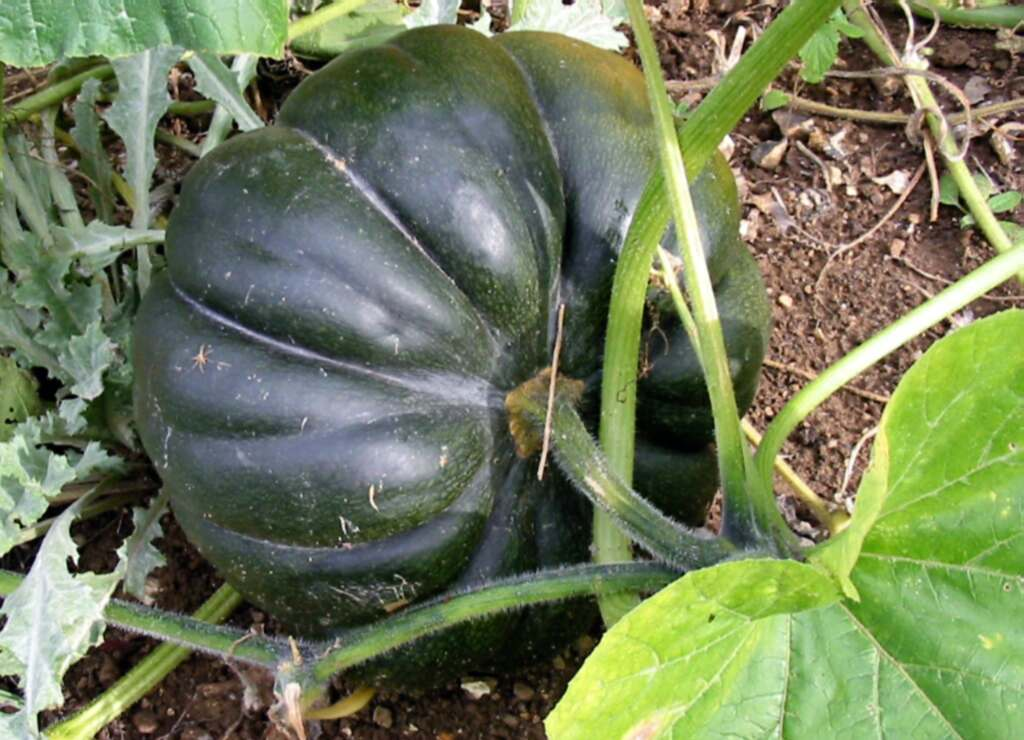
Courge musquée de Provence (Cucurbita moschata). Noter le pédoncule à cinq arêtes et la collerette pentagonale.

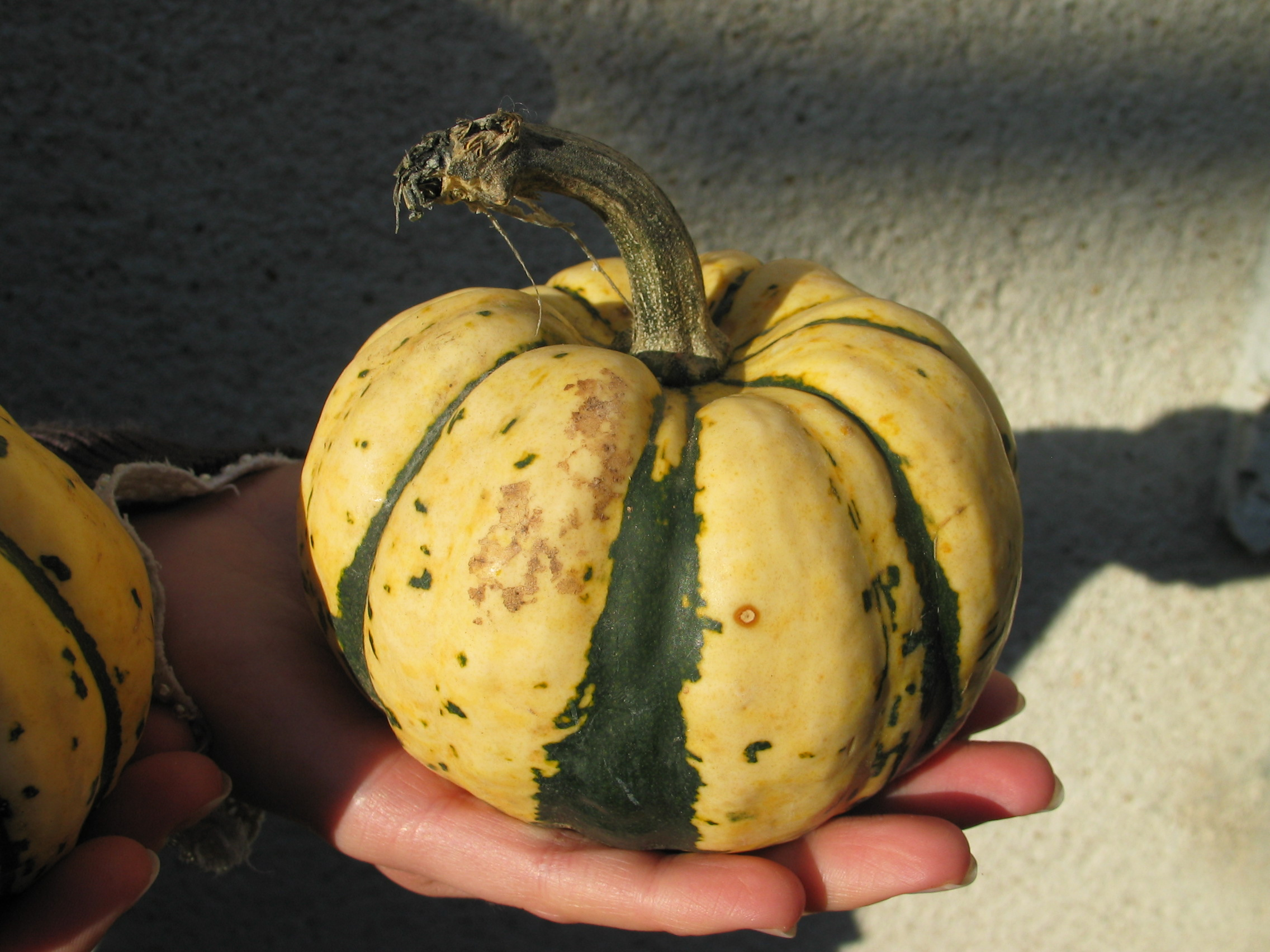
Courge patidou (Cucurbita pepo).

## Culture
Les courges sont semées au tout début du printemps après les derniers gels d'hiver (idéalement dans un sol riche, à 20 °C et à un pH d'environ 6,5). Dans les zones à gels tardifs, on sème en godets et on repique les plants en place après les saints de glace avec un espacement de 1 m en tous sens pour les variétés non coureuses. Les variétés coureuses sont quant à elles repiquées tous les 1,20 m avec 2 m entre les rangs.
Semer chaque semaine jusqu'au 15 juillet pour avoir une production étalée de la mi-juin à la fin octobre.
Le sol peut être paillé autour des cucurbitacées pour conserver l'humidité en limitant l'évaporation et offrir un « matelas » sec aux fruits poussant à même le sol.
Pour mieux fructifier, les lianes des courges doivent être taillées environ 25 cm après le dernier fruit conservé. Moins on garde de fruit, plus ils seront gros.
Les courgettes peuvent être récoltées environ 60 jours après le semis (donc avant maturité complète sauf si on souhaite récupérer des graines pour la saison suivante) et les courges d'hiver avant les premiers gels. La tige peut être taillée à 5 ou 6 cm de la base du fruit.
Les courges, appelées aussi courges d'hiver, comme beaucoup de cucurbitacées, se récoltent à maturité, en automne.
Leur conservation est relativement facile et permet une commercialisation jusqu'au printemps. Il convient de les conserver dans un local frais et de les surveiller périodiquement. Elles sont sensibles aux chocs et doivent être manipulées avec précaution.
Dans les étalages, l'une des plus courantes est la « courge musquée de Provence ». Vendue le plus souvent en tranches, elle est reconnaissable facilement à sa couleur caractéristique de terre cuite et à sa forme côtelée et dodue.

### Maladies et ravageurs
- Ne pas trop arroser le sol et surtout les feuilles pour éviter l’apparition d'oïdium (le goutte à goutte est plus adapté). Il est à noter que les feuilles de la courge musquée sont naturellement marbrées de blanc (qu'on pourrait prendre à tort pour de l'oïdium).

- La punaise des citrouilles (ou Corée marginée) peut attaquer les courges. On peut s'en protéger par compagnonnage botanique en plantant près des courges, au choix, un répulsif tel que la menthe, l'herbe à chat (Cataire), des Nasturtium ou des Tagetes (œillet d'Inde et rose d'Inde).

### Reproduction

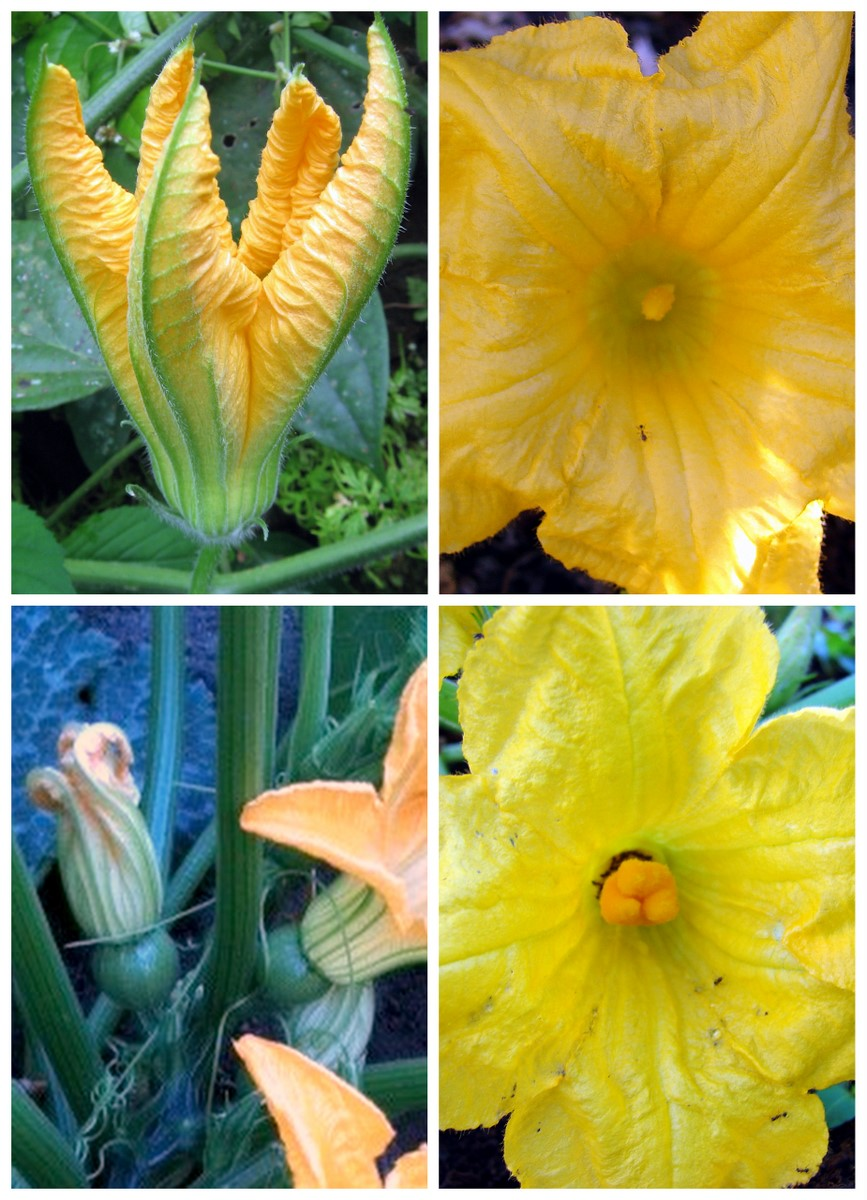
Les fleurs mâles (en haut) sont reconnaissables à leur long et fin pédoncule et au fait qu'elles ne disposent pas d'ovaire sous la fleur (infère) et qu'elles ont un androcée à l'intérieur alors que les femelles (en bas) ont un ovaire infère apparaissant avant la fleur et un pistil à l'intérieur.

Les courges sont monoïques. Les fleurs femelles se reconnaissent à la petite courge (en fait, un ovule non encore fécondé) présente sous la fleur. Leur pistil doit être fécondé par le pollen d'une fleur mâle qui pousse en pointe érigée. Ce pollen, transporté par les insectes lorsqu'ils viennent butiner, se dépose sur le pistil qui est recouvert d'une substance un peu gluante qui permet au pollen de se fixer. Chaque grain de pollen germe et une minuscule (presque microscopique) radicelle se développe, descend le long du pistil, atteint l'ovaire de la fleur qui est alors fécondé. Chaque grain de pollen permet la formation d'une graine à l'intérieur de la courge pour assurer la reproduction de l'espèce.
Les fleurs des courges ont une durée de vie très brève. Elles s'ouvrent le matin vers 9 heures et se referment vers midi pour ne plus se rouvrir. Chaque fleur femelle dispose donc d'un laps de temps de seulement 3 heures pour être fécondée. En l'absence de fécondation, la fleur femelle avorte et le fruit naissant tombe avec la fleur.
Les courges ont un hermaphrodisme successif. Les fleurs femelles apparaissent souvent après les mâles. Il vaut donc mieux étaler les semis afin de favoriser des périodes de croisement entre les différents plants. Les variétés de courges se croisent facilement, pourvu qu'elles appartiennent à la même espèce. Lorsque ces croisements impliquent certaines variétés décoratives, du type « fausses coloquintes » (appartenant à l'espèce Cucurbita pepo) ils peuvent produire des fruits éventuellement toxiques (perte de cheveux, douleurs abdominales, voire mort), ou pour le moins à chair amère.

## Production
|                | 2004       |       | 2005       |       | 2006       |       |
| Chine          | 5 667 398  | 29 %  | 5 767 700  | 30 %  | 7 789 437  | 29 %  |
| Inde           | 3 500 000  | 18 %  | 3 500 000  | 18 %  | 5 073 678  | 19 %  |
| Russie         | 863 669    | 4%    | 844 799    | 4%    | 1 224 711  | 5 %   |
| Ukraine        | 1 023 200  | 5 %   | 1 072 000  | 5 %   | 1 209 810  | 5 %   |
| États-Unis     | 815 320    | 4 %   | 861 870    | 4 %   | 1 005 150  | 4 %   |
| Mexique        | 535 000    | 3 %   | 560 000    | 3 %   | 677 048    | 3 %   |
| Indonésie      | 179 845    | 1%    | 180 029    | 1%    | 603 325    | 2 %   |
| Italie         | 495 372    | 3 %   | 488 083    | 2 %   | 580 188    | 2 %   |
| Cuba           | 517 151    | 3 %   | 520 000    | 3 %   | 518 862    | 2 %   |
| Turquie        | 374 000    | 2 %   | 376 000    | 2 %   | 489 999    | 2 %   |
| Espagne        | 300 000    | 2 %   | 300 000    | 2 %   | 476 396    | 2 %   |
| Égypte         | 678 254    | 4 %   | 690 000    | 4 %   | 463 451    | 2 %   |
| Afrique du Sud | 367 755    | 2 %   | 378 776    | 2 %   | 419 791    | 2 %   |
| Corée du Sud   | 304 337    | 2 %   | 310 000    | 2 %   | 371 391    | 1 %   |
| Philippines    | 397 015    | 2%    | 392 961    | 2%    | 294 125    | 1 %   |
| Autres pays    | 3 292 288  | 17%   | 3 285 731  | 17 %  | 5 289 256  | 20 %  |
| Total          | 19 310 604 | 100 % | 19 527 949 | 100 % | 26 486 618 | 100 % |

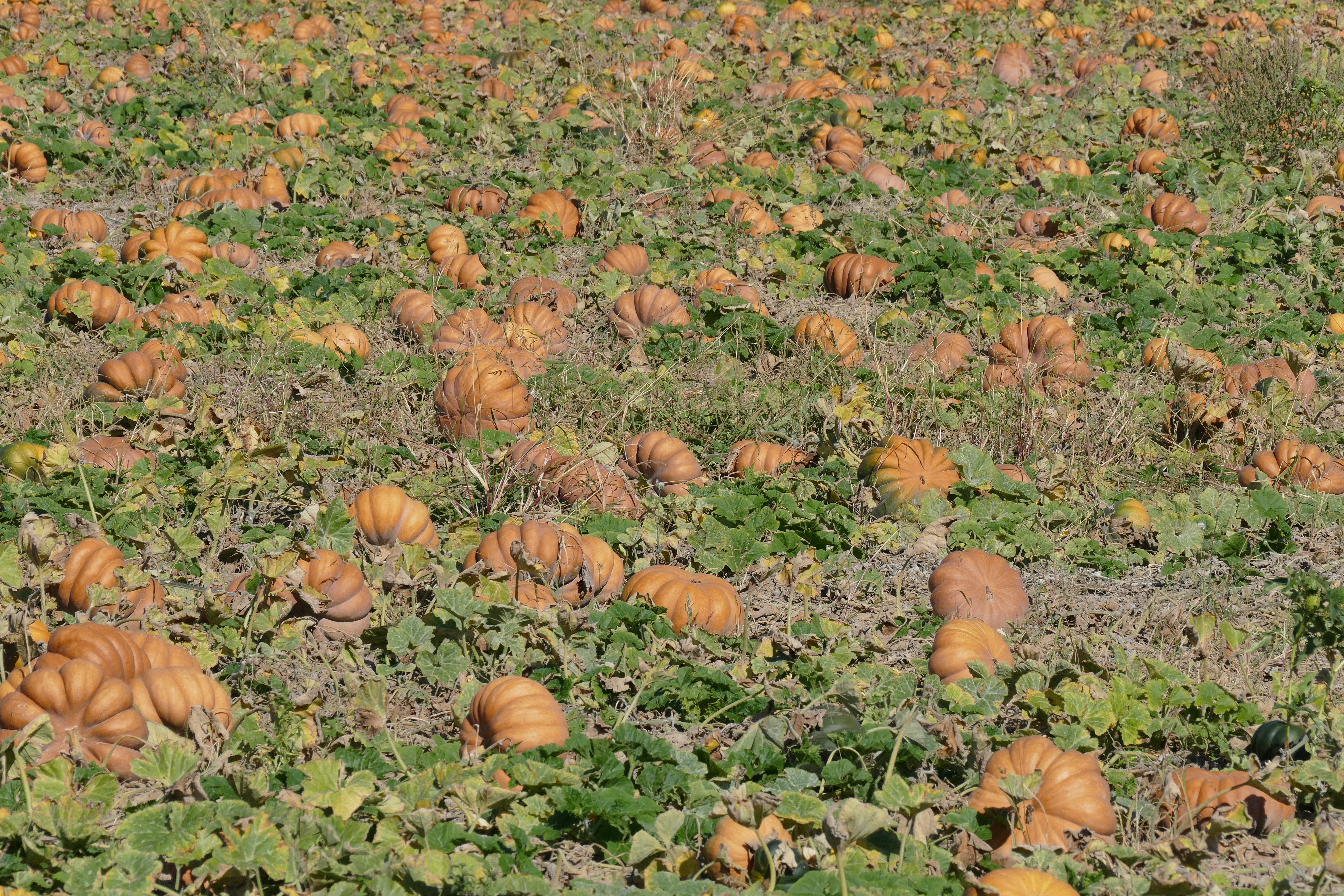
Champ de courges en Haute-Provence, à Oraison.

En 2012, la France a récolté près de 140 000 tonnes de courges sur une surface de plus de 3 600 ha. Les principales régions productrices sont la Provence (40 % de ce volume) et l’Aquitaine (10 %).

## Utilisation

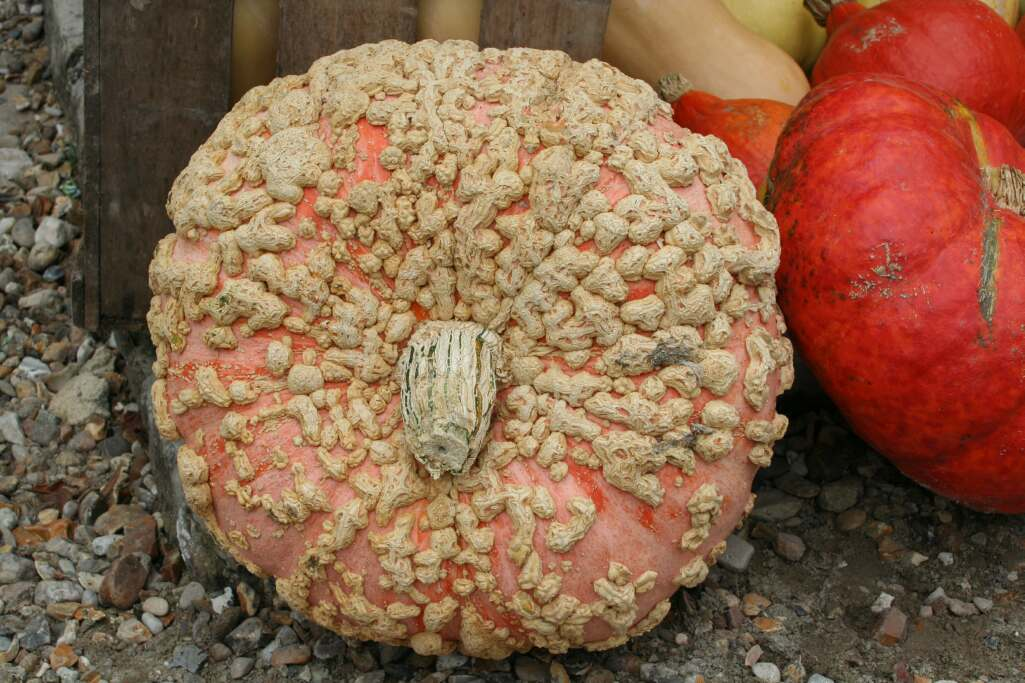
Courge galeuse d'Eysines (Cucurbita maxima).

Du point de vue de la saveur, on trouve principalement des arômes de fruits secs. Leur chair rappelle celle des châtaignes.
Elles se consomment de toutes sortes de façons. De la soupe au gratin, en passant par les tartes, mais aussi comme des pâtes : la courge spaghetti dont la chair filamenteuse évoque les spaghettis.
Nombreuses sont les recettes existantes pour se réconcilier avec ce légume trop souvent vulgarisé en potage, sans parler des desserts sucrés.
La courge est un légume pauvre en calories qui convient à tout régime alimentaire.
De nos jours, on peut trouver toutes sortes de produits dérivés et préparations à base de courge. Par exemple, l'huile de pépin de courge est utilisée pour soulager les troubles bénins de la prostate et les graines possèdent quant à elles des propriétés de vermifugation (Ascaridiose et ténia), prévenir les caries dentaires ou encore équilibrer les acides gras insaturés.[réf. nécessaire] D'autres produits tels que potages ou confitures sont commercialisés. La graine de courge est également consommée directement, ou ajoutée fraîchement moulue dans certaines recettes.
Les Américains ont l'habitude de transformer des citrouilles en Jack-o'-lantern pour Halloween.

## Aspects culturels

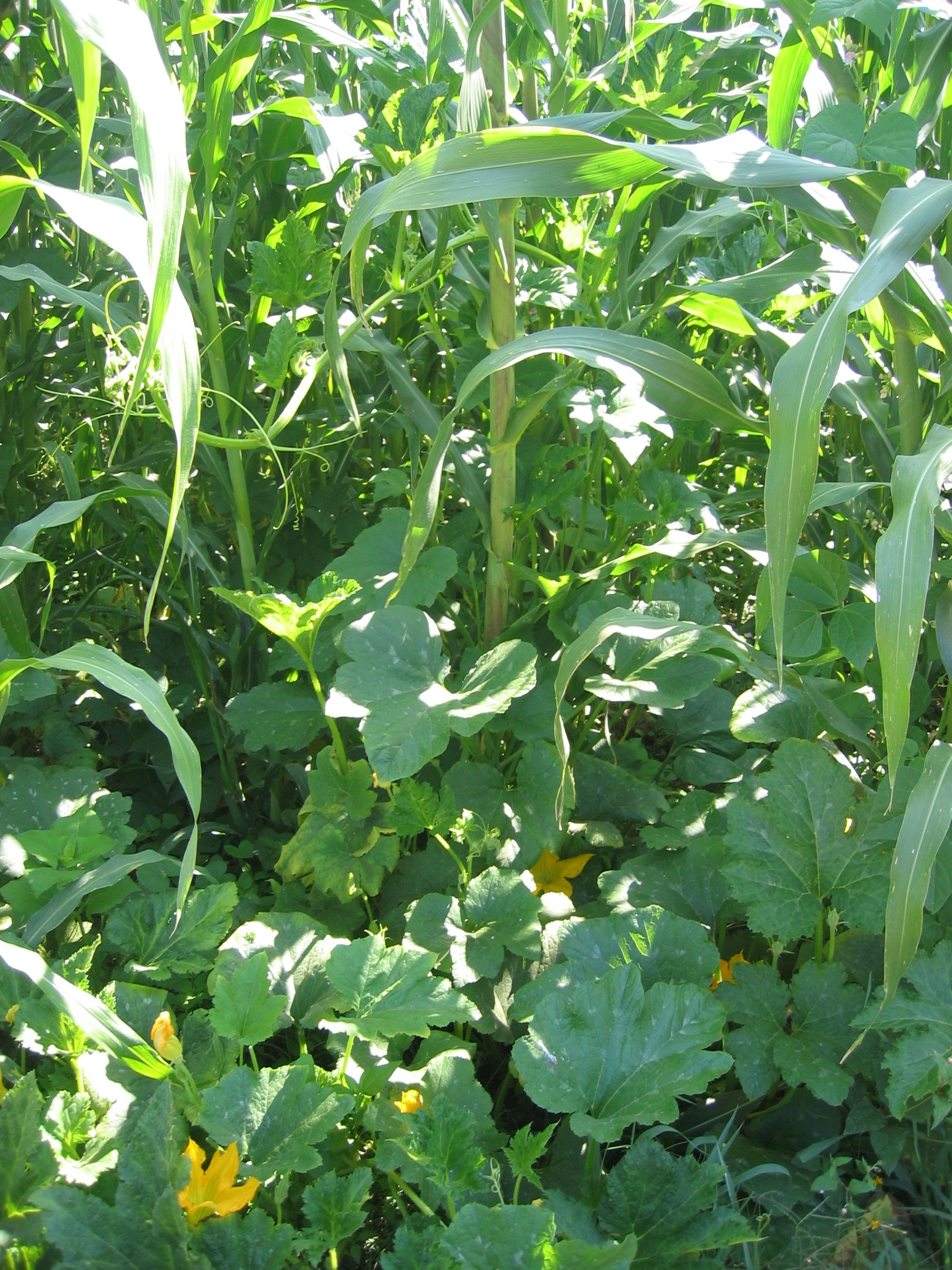
Association culturale traditionnelle courge-haricot-maïs dans la milpa amérindienne.

Chez les Amérindiens d'Amérique du Nord, les courges sont considérées comme le fruit de la santé (askootaskwash) et constituent l'une des trois cultures, pratiquées traditionnellement, appelées les trois sœurs.
En Islam, L’arbre que Dieu fit croître pour donner une nourriture et un remède à Jonas : 
« Jonas était certes, du nombre des Messagers. Quand il s'enfuit vers le bateau comble, il prit part au tirage au sort qui le désigna pour être jeté (à la mer). Le poisson l'avala alors qu'il était blâmable. S'il n'avait pas été parmi ceux qui glorifient Allah, il serait demeuré dans son ventre jusqu'au jour où l'on sera ressuscité. Nous le jetâmes sur la terre nue, indisposé qu'il était. Et Nous fîmes pousser au-dessus de lui un plant de courge, » (Coran, 37 : 139-146).
Les exégètes disent que le terme « Yaqtin » désigne la courge. Certains d’entre eux attribuent à cette plante des avantages parmi lesquels la rapidité de sa croissance, l’ombre qu’offrent ses feuilles en raison de leur grande taille et de leur souplesse, la qualité nutritive de ses fruits, la possibilité de les consommer cuits ou crus, l’utilité de ses écorces et le fait que les loups ne s’en approchent pas.
Le prophète des musulmans, Mahomet, aimait la calebasse et en récupérait des fragments des bords du récipient.
La romancière Agatha Christie, dans le prologue pétri d'humour des Travaux d'Hercule, parus en recueil en 1947, a prêté à son héros, le détective belge Hercule Poirot, l'intention de prendre sa retraite pour se consacrer à l'amélioration du goût des courges, auxquelles il lui semblait possible d'apporter « un certain bouquet ».

## Étymologie

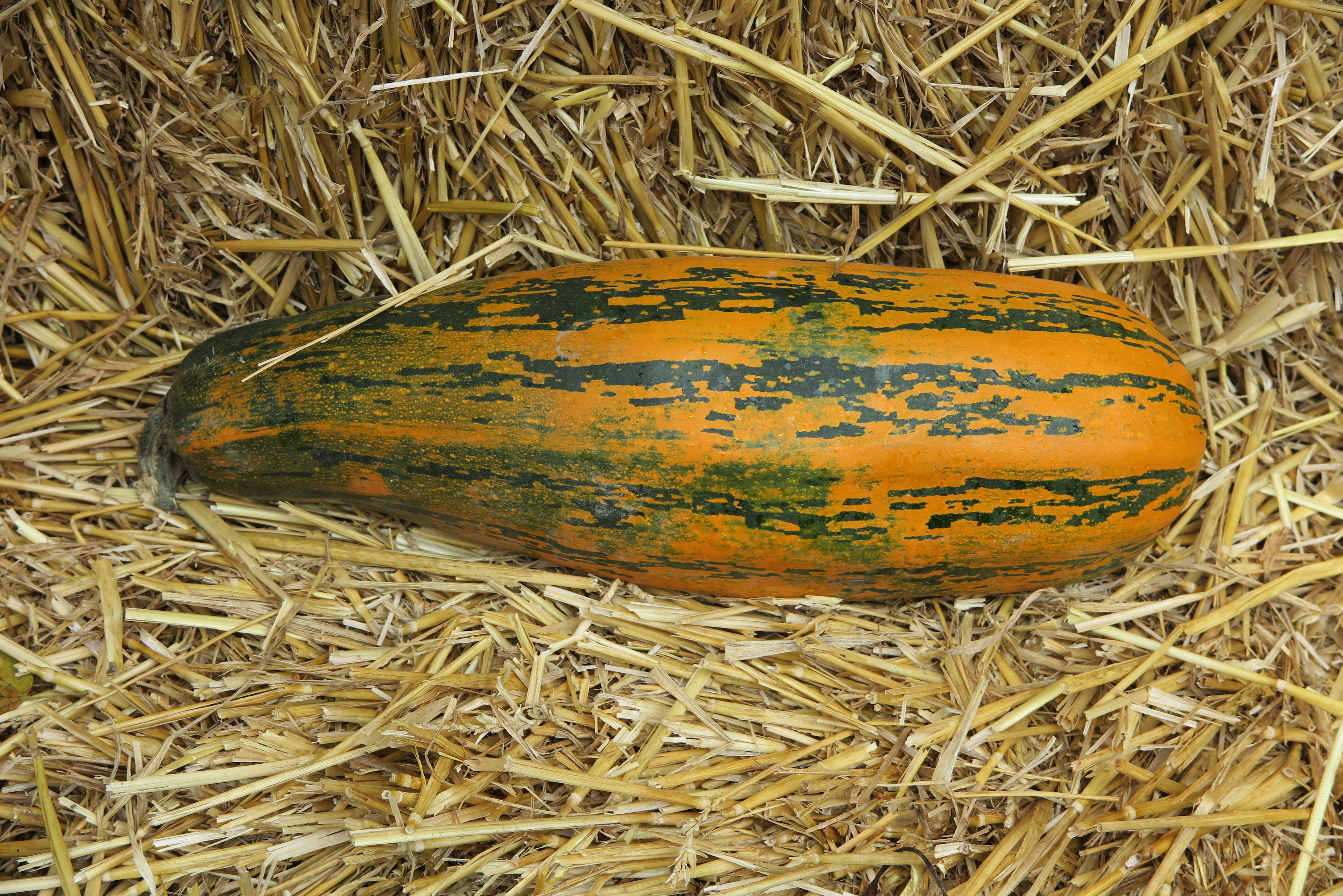
Production Ile-de-France

Le mot « courge », dont la première attestation écrite date de 1256 sous la forme cohourde, dérive du latin cŭcŭrbĭta, qui a donné aussi en français le mot « gourde ». « Courge » (forme dialectale de l'Ouest) et « gourde » sont en fait des doublets lexicaux, qui se sont spécialisés tardivement,. En effet les Anciens ne connaissaient pas nos courges, introduites en Europe après les voyages de Christophe Colomb en Amérique, mais ils connaissaient depuis très longtemps les gourdes (ou calebasses) du genre Lagenaria, qui sont citées sous le nom de cucurbita par Pline l'Ancien notamment et que l'on retrouve sous ce nom dans le capitulaire De Villis à l'époque de Charlemagne, probablement parce qu'ils les vidaient pour les remplir lors de leurs voyages, d'où l'utilisation moderne du mot. Jusqu'au XVIIIe siècle, en France, le terme « courge » a désigné les calebasses, et ce n'est que dans le courant du XIXe siècle qu'il s'est imposé pour désigner nos courges actuelles, c'est-à-dire les potirons et citrouilles, en même temps que se stabilisait la classification botanique.

## Langue française
Le terme courge sert de complément de nom pour l'araignée Araniella cucurbitina.
Au sens populaire, courge peut être synonyme de « tête » et d'« imbécile ».